# 珂灰蝶屬
珂灰蝶屬（學名：Cordelia）是線灰蝶亞科線灰蝶族裡的一個屬，物種分佈於東亞溫帶地區。